# Engyprosopon filipennis
Engyprosopon filipennis is een straalvinnige vissensoort uit de familie van botachtigen (Bothidae). De wetenschappelijke naam van de soort is voor het eerst geldig gepubliceerd in 1935 door Wu & Tang.